# Élections législatives thaïlandaises de 2011
Les élections législatives thaïlandaises de 2011 se sont tenues le 3 juillet 2011, à la suite de la dissolution de la Chambre des représentants le 10 mai 2011 par décret royal. 47 millions de Thaïlandais étaient appelés aux urnes dans un pays où le vote est obligatoire.
Ces élections ont vu s'opposer le Parti démocrate mené par Abhisit Vejjajiva (Premier ministre sortant) et le Pheu Thai (Parti pour les Thaï), dirigé depuis le 16 mai par Yingluck Shinawatra, sœur cadette de l'ancien premier ministre Thaksin Shinawatra, renversé en 2006 et en exil depuis. Cette dernière l'emporte par une majorité absolue des voix et obtient 265 sièges sur les 500 de la Chambre des représentants.
Entrée en politique à 44 ans et seulement 2 mois avant ces élections, elle représente clairement le parti de son frère, ce dernier l'ayant d'ailleurs clairement désignée comme son clone Elle a assis sa victoire sur les votes des campagnes contre celui des villes. Le Parti démocrate a reconnu sa défaite et l'armée a déclaré accepter le choix des urnes.

## Contexte
À la suite de la dissolution de la Chambre des représentants par décret royal le 10 mai 2011, de nouvelles élections législatives devaient être organisées.

## Mode de scrutin
La constitution de 2007 préparée par la junte et adoptée en 2007 a doté le pays d'un parlement bicaméral composé d'une chambre basse, la Chambre des représentants, et d'une chambre haute, le Sénat. 
La chambre des représentants est composée de 500 sièges pourvus tous les quatre ans selon un mode de scrutin mixte. Sur les 500 sièges, 350 sont ainsi pourvus au scrutin uninominal majoritaire à un tour dans autant de circonscriptions électorales, tandis que les 150 sièges restants le sont au scrutin proportionnel plurinominal de liste.

## Résultats définitifs
| Parti                     | Scrutin majoritaire | Scrutin majoritaire | Scrutin majoritaire | Scrutin proportionnel | Scrutin proportionnel | Scrutin proportionnel | Total  | Total  |
| Parti                     | Votes               | %                   | Sièges              | Votes                 | %                     | Sièges                | Sièges | %      |
| ------------------------- | ------------------- | ------------------- | ------------------- | --------------------- | --------------------- | --------------------- | ------ | ------ |
| Parti pour les Thaï       |                     |                     | 204                 | 15 744 190            | 48,41 %               | 61                    | 265    | 53 %   |
| Parti démocrate           |                     |                     | 115                 | 11 433 762            | 35,15 %               | 44                    | 159    | 31,8 % |
| Bhumjaithai               |                     |                     | 29                  | 1 281 577             | 3,94 %                | 5                     | 34     | 6,8 %  |
| Chart Thai Pattana        |                     |                     | 15                  | 906 656               | 2,79 %                | 5                     | 19     | 3,8 %  |
| Chart Pattana Puea Pandin |                     |                     | 5                   | 494 894               | 1,52 %                | 2                     | 7      | 1,4 %  |
| Palung Chon               |                     |                     | 6                   | 178 110               | 0,55 %                | 1                     | 7      | 1,4 %  |
| Rak Thailand              |                     |                     | 0                   | 998 603               | 3,07 %                | 4                     | 4      | 0,8 %  |
| Matubhum                  |                     |                     | 1                   | 251 702               | 0,77 %                | 1                     | 2      | 0,4 %  |
| Rak Santi                 |                     |                     | 0                   | 284 132               | 0,87 %                | 1                     | 1      | 0,2 %  |
| Mahachon                  |                     |                     | 0                   | 133 772               | 0,41 %                | 1                     | 1      | 0,2 %  |
| Nouveaux démocrates       |                     |                     | 0                   | 125 784               | 0,39 %                | 1                     | 1      | 0,2 %  |
| Autres partis             |                     |                     | 0                   | 692 322               | 2,13 %                | 0                     | 0      | 0 %    |
| Votes valides             |                     |                     | 375                 |                       | 100 %                 | 125                   | 500    | 100 %  |
| Blanc                     | 1 419 088           | 4,03 %              |                     | 958 052               | 2,72 %                |                       |        |        |
| Votes nuls                | 2 039 694           | 5,79 %              | 1 726 051           | 4,90 %                |                       |                       |        |        |
| Participation             |                     |                     |                     |                       |                       |                       |        |        |

## Réactions
Le 8 juillet, le Parti démocrate a déposé plainte contre le parti arrivé en tête, devant la Commission électorale thaïe. Il dénonce le fait que les membres du Parti pour les Thaï se soient engagés dans une campagne électorale, alors que le parti était toujours interdit de toute activité politique.
Après l'annonce des résultats de l'élection, la Chine a salué le bon déroulement de cette élection, souhaitant que le pays se tourne vers un développement économique et avec des conditions de vie stables pour la population.